# 合眾國訴惠勒案 (1978年)
合眾國訴惠勒案 (1978年)（United States v. Wheeler, 435 U.S. 313 (1978), 美國印第安部落主權案），是美國最高法院的一宗判例，最高法院在該案例中停止《雙重追訴條款》的運作；即在此案例中不禁止美國聯邦起訴已被部落經同一案件起訴過的美國原住民。 

## 相關影視
- 致命追緝令（英语：Double Jeopardy (1999 film)）(雙重危險)

## 外部連結
- United States v. Wheeler, 435 U.S. 313 (1978)的文本可参见：Justia